# Finn Gundelach
Finn Olav Gundelach (født 23. april 1925 i Vejle, død 13. januar 1981 i Strasbourg) var en dansk diplomat, økonom og EF-kommissær.

## Liv og karriere
Gundelach blev cand.oecon. fra Aarhus Universitet i 1951 og arbejdede fra 1955 til 1959 som Danmarks repræsentant i FN's europæiske hovedsæde i Genève. I 1959 blev han direketør for den handelspolitiske afdeling i GATT, og blev vicedirektør samme sted 1965. Han forlod posten i 1967 for at blive Danmarks ambassadør ved EF, Euratom og Det Europæiske Kul- og Stålfællesskab.
Han blev af statsminister Anker Jørgensen udpeget til Danmarks første EF-Kommissær i 1974 og sad som landbrugskommissær og næstformand for EF-Kommissionen frem til sin død i 1981. Politisk var han uafhængig, men tilhænger af europæisk integration. Dog var han ikke tilhænger af at gøre samarbejdet til en egentlig union.
Han blev afløst af Poul Dalsager.